# 1910 год в театре
1910 год в театре

## События
- Основан Серпуховский музыкально-драматический театр.

### Постановки

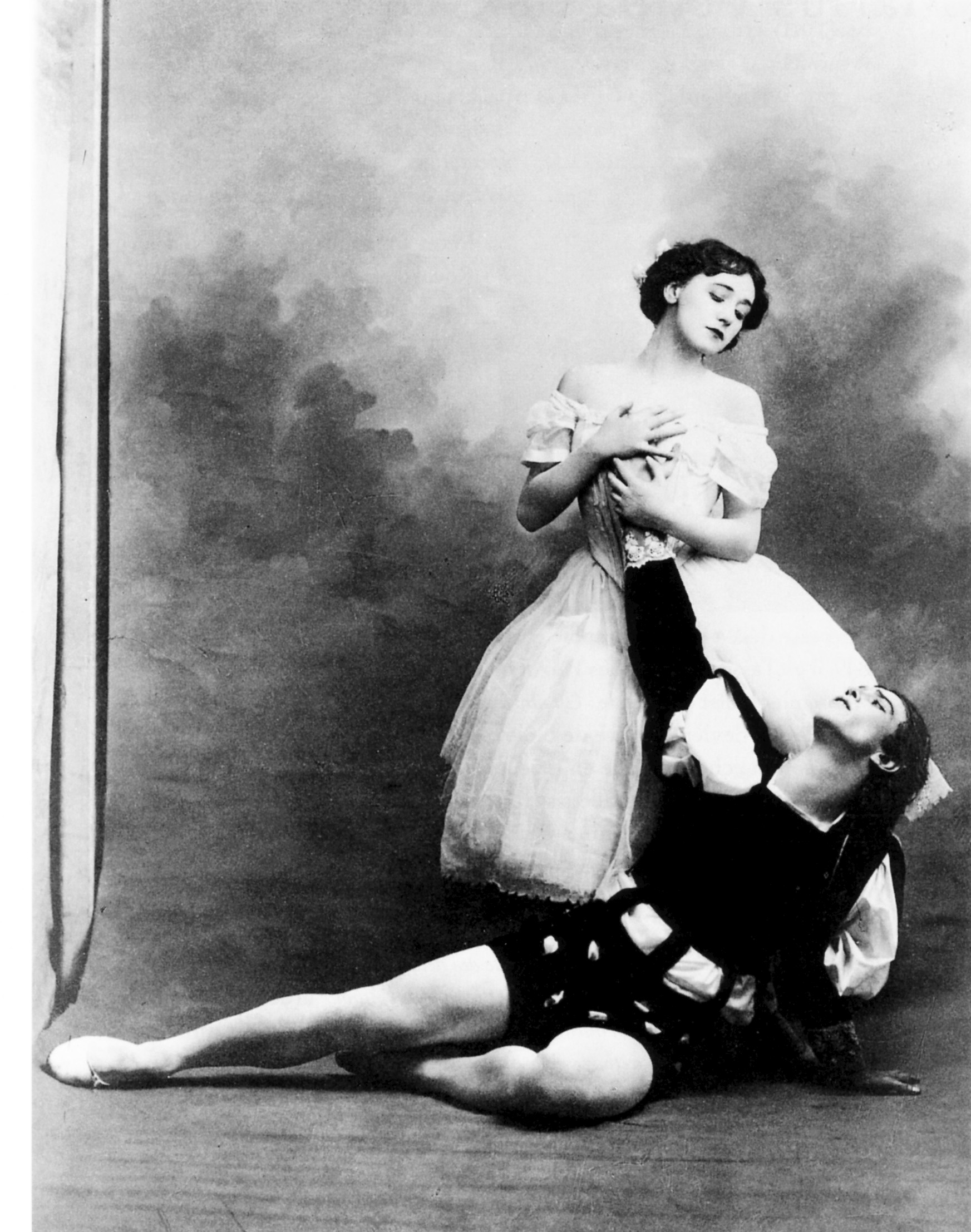
Тамара Карсавина и Вацлав Нижинский в балете «Жизель», «Русские сезоны» Дягилева

- 20 февраля — в Петербурге на частной сцене состоялась премьера одноактного балета Михаила Фокина на музыку Роберта Шумана «Карнавал». Спектакль в оформлении Льва Бакста 20 мая был представлен «Русскими сезонами» Дягилева в Берлине, а 4 июня — в Париже.
- 4 июня — в Париже, на сцене театра Гранд-Опера, «Русский балет Дягилева» в один вечер с «Карнавалом» представил премьеру балета на музыку Николая Римского-Корсакова «Шехеразада». Постановка Михаила Фокина, оформление Льва Бакста, занавес Бориса Анисфельда по эскизу Валентина Серова, главные партии исполняли Ида Рубинштейн, Вацлав Нижинский и Алексей Булгаков.
- 25 июня — в Париже, на сцене театра Гранд-Опера, «Русский балет Дягилева» представил премьеру балета Игоря Стравинского «Жар-птица». Постановка Михаила Фокина, оформление Александра Головина и Льва Бакста (женские костюмы), главные партии исполняли Тамара Карсавина, Михаил Фокин, Вера Фокина и Алексей Булгаков, дирижёр — Габриэль Пьерне.

## Деятели театра

### Родились
- 6 (19) января, Тифлис — Нина Рамишвили, артистка балета и хореограф, основатель Ансамбля народного танца Грузии; лауреат Сталинской премии (1949), народная артистка СССР (1963), Герой Социалистического Труда (1990).
- 26 декабря 1909 (8 января 1910), Санкт-Петербург — Галина Уланова, артистка балета и педагог, солистка Ленинградского театра оперы и балета и Большого театра; народная артистка СССР (1951), лауреат Ленинской (1957) и четырёх Сталинских премий (1941, 1946, 1947, 1950), дважды Герой Социалистического Труда (1974, 1980).
- 25 февраля, Санкт-Петербург — Татьяна Вечеслова, артистка балета и педагог, солистка Ленинградского театра оперы и балета; заслуженная артистка РСФСР, лауреат Сталинской премии.
- 20 февраля (5 марта), Санкт-Петербург — Константин Сергеев, артист балета, балетмейстер и педагог, солист Ленинградского театра оперы и балета, супруг балерины Наталии Дудинской; народный артист СССР (1957), лауреат четырёх Сталинских премий (1946, 1947, 1949, 1951), герой Социалистического Труда (1991).
- 27 февраля (12 марта), Тифлис — Вахтанг Чабукиани, артист балета, балетмейстер и педагог, солист Ленинградского и Тбилисского театров оперы и балета; народный артист СССР (1950), лауреат Ленинской (1958) и трёх Сталинских премий (1941, 1948, 1951), Герой Социалистического Труда (1990).
- 4 марта (17 марта), Ош, Ферганская область — Уринбой Рахмонов, советский киргизский актёр и режиссёр, основатель Ошского музыкально-драматического театра имени Бабура.
- 22 марта — Эдуард Хакен, чешский оперный певец. Лауреат Государственной премии. Народный артист Чехословакии.
- 11 мая — Левон Абрамович Абрамян, народный артист Армянской ССР (1978).
- 3 мая, Санкт-Петербург — Елена Юнгер, советская и российская актриса театра и кино, артистка Ленинградского театра Комедии в 1936—1999 годах; народная артистка РСФСР (1957).
- 5 мая — Айсар Ибрагимов, узбекский и советский театральный актёр, народный артист Узбекской ССР (1970).
- 18 мая — Арцруни Арутюнян, армянский советский актёр.
- 29 май (11 июня), Ростов-на-Дону — Фея Балабина, артистка балета, балетмейстер и педагог, солистка Ленинградского театра оперы и балета; заслуженная артистка РСФСР (1939), лауреат Сталинской премии (1947).
- 23 июня, окрестности Бордо — Жан Ануй, французский драматург и сценарист.
- 29 июня, Ош, Ферганская область — Иззат Султанов, узбекский литературовед, драматург, киносценарист и критик.
- 5 июля, Белополье, Харьковская губерния — Иосиф Склют, советский драматург и киносценарист.
- 16 июля, Цюрих, Швейцария — Александр Аникст, советский театровед, автор пятитомной «Истории учений о драме» и книг о У. Шекспире и И. В. фон Гёте.
- 1 августа, Боян Ступица, югославский словенский актёр, режиссёр, сценограф.
- 3 августа, Брентфорд, Англия — Дональд Биссет, английский актёр, режиссёр, детский писатель и художник.
- 3 августа, Киев — Вацлав Дворжецкий — советский и российский актёр театра и кино, народный артист РСФСР (1991).
- 1 сентября, Лондон — дама Пегги ван Праах[англ.] — английская балерина, хореограф и педагог, основатель Австралийского балета (1962) и Австралийской балетной школы[англ.] (1964).
- 15 сентября, Ташкент — Шукур Бурханов, узбекский советский актёр театра и кино, народный артист СССР (1959).
- 27 сентября, Екатеринославская губерния — Сергей Лукьянов, советский актёр театра и кино, народный артист РСФСР (1952).
- 1 октября — Михаил Медведев, советский актёр театра и кино.
- 8 октября — Борис Коковкин, советский актёр театра и кино.
- 1 декабря, Лондон — дама Алисия Маркова, английская артистка балета и педагог, солистка «Русского балета Дягилева».
- 12 декабря, Якутская область — Спиридон Григорьев, советский театральный режиссёр, актёр и педагог, художественный руководитель Якутского драматического театра в 1933—1961 годах; народный артист РСФСР (1957).
- Дашзэвэгийн Ичинхорлоо, народная артистка Монголии.

### Скончались
- 10 (23) февраля, Ташкент — Вера Комиссаржевская, русская драматическая актриса, артистка Александринского театра.
- 8 мая, Милан — Джероламо Роветта, итальянский писатель и драматург.
- 26 мая, Львов — Мариан Гавалевич, польский драматург и театральный деятель.
- 26 декабря – Самуэль Люблинский, немецкий драматург.